# Creve Coeur (Missouri)
Creve Coeur è un comune degli Stati Uniti d'America, situato nello Stato del Missouri, nella contea di St. Louis.
Fa parte dell'area metropolitana della Grande Saint Louis.